# It's Called a Heart
 «It's Called a Heart»  - чотирнадцятий сингл британської групи Depeche Mode, випущений 16 вересня 1985. Перший сингл Depeche Mode, один з варіантів видання якого містив два носія (в даному випадку грамплатівки) в одній упаковці . Одна з двох нових пісень, включених до збірки The Singles 81→85, разом з «Shake the Disease». Сингл зайняв 18 місце в британських чартах.

## Подробиці
За словами Мартіна Гора і Алана Уайлдера, «It's Called a Heart» - самий «нелюбимий» сингл Depeche Mode, серед усіх коли-небудь випущених групою, і не дуже добре сприйнятий її шанувальниками. У документальному фільмі, вміщеному в перевидану версію альбому Black Celebration, розповідається про те, що група хотіла випустити пісню «Fly on the Windscreen» як сингл, але керівництву Mute Records ця ідея не сподобалася, тому що пісня починається зі слова «смерть». Тому перезаписати версія пісні («Fly on the windscreen - Final») була включена до альбому Black Celebration, який вийшов в наступному році.
Кліп на пісню «It's Called a Heart» знятий режисером Пітером Кером, місце зйомок - кукурудзяні поля графства Беркшир (Англія).